# Nijsingh
Het Drentse geslacht Nijsingh stamt af van Luitge Nijsingh, die in 1566 door eigenerfden en Ridderschap van Drenthe werd aangesteld tot schulte van Westerbork en in 1575 in deze functie door Filips II. Vanaf 1575 tot in de 19e eeuw vervulden leden van het geslacht Nijsingh de functie van schulte in Westerbork. De laatste in deze rij Hendrik Nijsingh was eerst schulte en vanaf 1825 burgemeester van Westerbork. Ook in Anloo, Beilen, Diever, Gieten, Koekange, de Wijk en Zuidlaren werden leden van het geslacht Nijsingh benoemd tot schulte. Daarnaast vervulden zij rollen op het niveau van het provinciaal bestuur van Drenthe. Achterkleinzoon Jan van Luitge was landschrijver van Drenthe, zijn zoon Lucas Nijsingh was eveneens landschrijver en secretaris van de landschap Drenthe en kleinzonen Jan en Ubbo Nijsingh waren gedeputeerde van Drenthe. Deze leden van de familie Nijsingh vestigden zich in Eelde. Ook andere leden van dit geslacht Nijsingh werden gekozen tot gedeputeerde van Drenthe.
Leden van de familie Nijsingh zijn in Drenthe onder meer in het bezit geweest van het Nijsinghhuis in Eelde, de Nijborg, Vennebroek en De Braak in Paterswolde en Vennebroek in Anloo.
Tot in de 20e eeuw waren leden van de familie Nijsingh werkzaam in het openbaar bestuur van Nederland. Anthony Ewoud Jan Nijsingh was Eerste kamerlid van 1890 tot 1904 en Jan Luchies Nysingh was in de jaren twintig van de 20e eeuw gouverneur van Suriname (a.i.).

## Enkele leden van het geslacht Nijsingh
- Albert Nijsingh (1619-1683), schulte van Westerbork en gedeputeerde van Drenthe
- Albert Nijsingh (1684-ca 1756), schulte van Beilen en gedeputeerde van Drenthe
- Anthony Ewoud Jan Nijsingh (1833-1921), Eerste Kamerlid
- Coenraad Samuel Nijsingh (1708-ca 1795), schulte van Anloo, Gieten en Zuidlaren en gedeputeerde van Drenthe
- Fredericus Nijsingh (1731-1811), schulte van Westerbork
- Frederik Nijsingh (1657-1708), schulte van Beilen
- Hendrik Nijsingh (1686-1754), schulte van Westerbork
- Hendrik Nijsingh (1778-1840), schulte, maire en burgemeester van Westerbork
- Jan Nijsingh (1618-1670), landschrijver van de Landschap Drenthe
- Jan Nijsingh (1680-1740), gedeputeerde van Drenthe
- Jan Nijsingh (1774-1830), maire en schulte van de Wijk en Koekange en gedeputeerde van Drenthe
- Jan Luchies Nijsingh (1813-1881), burgemeester van Zuidwolde en de Wijk
- Jan Luchies Nysingh (1877-1945), jurist en waarnemend gouverneur van Suriname
- Jan Tijmen Nijsingh (1736-1804), schulte van Westerbork
- Jan Timen Nijsingh (1801-1869), burgemeester van Ruinerwold
- Johan Nijsingh (†1616), schulte van Westerbork
- Lucas Nijsingh (1645-1720), landschrijver en secretaris van de Landschap Drenthe
- Lucas Nijsingh (1720-1766), schulte van Beilen
- Lucas Nijsingh (1725-1803), schulte van Diever
- Lucas Nijsingh (1781-1863), gedeputeerde van Drenthe
- Lucas Nijsingh (1787-1857), schout van de Wijk
- Luitge Nijsingh, schulte van Westerbork, stamvader van het geslacht Nijsingh in Drenthe
- Luitge Nijsingh (1590-1641), schulte van Westerbork
- Luytien Nijsingh (1644-1706), schulte van Westerbork
- Rudolf Willem Nijsingh (1746-1805), schulte van de Wijk
- Ubbo Nijsingh (1682-1737), gedeputeerde van Drenthe
- Samuel Nijsingh (1679-1741), gedeputeerde van Drenthe

## Overlevering
Er bestaat een oud Drents rijmpje, waarin de tien belangrijkste geslachten van eigenerfden worden genoemd:
De Alingh’s, de Alting’s, de Hiddingh’s, de Pelinck’s en de Papinck’s;
 de Manting’s, de Nysingh’s, de Oosting’s, de Willinge’s en Tebingh’s’
 zijn in het Landschap Drenthe (buiten de Ridders), volgens algemeene gedachten,
 onder de Eigenerfden voorzeker de tien alleroudste geslachten.